# Alex Parrish
Alexandra "Alex" Parrish é uma personagem fictícia e a protagonista da série televisiva de drama e suspense Quantico na ABC. A personagem foi criada por Joshua Safran e é interpretada por Priyanka Chopra, que torna-se na primeira atriz Sul Asiática a liderar no elenco de uma série de drama numa rede televisiva Americana. A escolha de Chopra no elenco da série recebeu elogios generalizados e a atenção da mídia, creditando a ABC por trazer mais diversidade, especialmente a uma atriz Asiática para ser a cara convencional duma série de televisão Americana numa grande rede.
A Alex foi introduzida na série como uma recruta na Academia do FBI em Quantico, Virginia. Ela tornou-se numa agente de campo do FBI e mais tarde a principal suspeita de um ataque terrorista na Estação Grand Central. Apesar de ter limpado o seu nome, ela foi despedida do FBI e depois entrou para a CIA, onde mais tarde foi dada como fugitiva por tornar público informações classificadas dos Estados Unido. A série foca-se na sua luta para proteger o seu país, enquanto coloca em situações difíceis a sua carreira e mantendo de vez enquanto a sua relação com o namorado Ryan Booth e a sua amizade com a sua melhor amiga Shelby Wyatt. Ela originalmente concebida como uma personagem branca, a caracterização da Alex mudou significantemente segundo a escolha da Priyanka no elenco da série, o qual tem como resultado o contrato da atriz com a ABC Studios. A Priyanka disse que o papel na série é uma oportunidade de representar os Sul Asiáticos e quebrar os estereótipos Indianos em Hollywood e nos Estados Unidos da América.
A personagem recebeu críticas posetivas dos críticos e a Priyanka foi imediatamente elogiada por interpreta-la, James Poniewozik da The New York Times nomeou a como "humana forte e activa" da série, enquanto os outros críticos chamam-lhe de "carismática e controladora". Pela sua performance como Alex ela ganhou dois People's Choice Awards para Atriz Favorita numa Nova Série de TV em 2016, fazendo dela a primeira Sul Asiática a ganhar o People's Choice Award, e o de Atriz Favorita numa Série Dramática em 2017.

## Enredo da personagem

### Vida inicial
A Alex nasceu em 18 de Julho de 1982. Ela cresceu em Oakland, California, com os seus pais Michael e Sita Parrish. Seu pai foi alcoólico e fisicamente abusivo para com sua mulher. Quando a Alex estava nos primeiros anos da sua pré-adolescência, Michael o seu pai foi morto durante um episódio violento contra a Sita. A policia recusou-se a denunciar, sem saber que a Alex foi a responsável pela morte do Michael. A Alex foi levada para viver com a família da sua mãe em Mumbai, India. A Alex regressou aos Estados Unidos  anos depois, aonde ela inscreveu-se na Academia do FBI em 2015. Desconhecido pelo Escritório, ela descobriu que o seu pai foi um ex-agente do FBI e aplicou-se para aprender mais sobre o seu passado. Ela manteve as suas atividades em segredo para com a sua mãe dizendo que começou a escola para formados.

### Treinamento em Quantico
No seu caminho em Quantico, ela teve sexo com o estrangeiro Ryan Booth (Jake McLaughlin),  ele também é um estagiário. Na Academia do FBI os seus amigos são os novos agentes estagiários ("NAT" em inglês), particularmente a sua colega de quarto, Shelby Wyatt (Johanna Braddy), e Nimah e Raina Amin (Yasmine Al Masri), Simon Asher (Tate Ellington), Eric Packer (Brian J. Smith), Brandon Fletcher (Jacob Artist), Elias Harper (Rick Cosnett), e Caleb Haas (Graham Rogers). Ela também  ganhou uma rivalidade com Natalie Vasquez (Anabelle Acosta), e ela começou o namoro com o Ryan. Os recrutas são treinados vigorosamente dia-a-dia, aprendendo lições diferentes apresentadas em todas as semanas pelo agente supervisor de treino Liam O'Connor (Josh Hopkins) sobre a orientação da Diretora Adjunta do FBI Miranda Shaw (Aunjanue Ellis). Durante a estádia na acadêmia ela descobre  que o Liam tinha contratado o Ryan para espia-la desde o seu primeiro dia na acadêmia. Ela também soube da verdade acerca do seu pai.
Depois de juntarem duas classes diferentes em Quantico, ela fez parceria com Drew Perales (Lenny Platt), o qual foi usado para jogar pelos Chicago Bears antes de entrar na acadêmia. Muitos dos outros recrutas foram incluídos na união, inclusive Iris Chang (Li Jun Li) e Will Olsen (Jay Armstrong Johnson). Durante o seu treino em Quantico, ela descobre que o Liam e o Ryan são indiretamente responsáveis por um violento incidente de gangue o que tirou a vida da namorada do Drew, o que o levou a juntar-se ao FBI, e que foi uma fonte de tensão entre o Liam e o Drew. Mais tarde a Alex e o Drew tornaram-se envolvidos de forma romântica. Depois de completarem com sucesso o seus treinos em Quantico, ela e os seus colegas restantes (Shelby, Raina, Nimah, Caleb, Brandon, e a Iris) graduaram-se na acadêmia com propostas de trabalho nas varias delegações do FBI através do país.

### Acusada
Após um ano desde a sua chegada em Quantico e vários meses depois de completar o seu treino com sucesso,  a Alex está vivendo na Cidade de Nova Iorque  e a preparar-se para trabalhar como segurança para a futura Convenção Nacional do Partido Democrata. Na manhã da convenção, ela acorda nas ruínas da Estação Grand Central, e descobre que este foi destruído horas antes com uma grande quantidade de explosivos. Ela é levada sob custódia do FBI e descobre que ela está a ser acusada do ataque terrorista em Grand Central. Ela foge graças a um plano organizado pela Diretora Adjunta do FBI  Miranda Shaw (Aunjanue Ellis), sua instrutora em Quantico, que se recusa a acreditar que ela é a responsável pela explosão.
Ela estava decidida a provar a sua inocência no caso da explosão da Estação Grand Central com a ajuda dos seus colegas em Quantico bem como a ajuda de um grupo de piratas informáticos chamados "The Unknown". Mais tarde, e revelado que o suspeito da explosão foi o antigo analista recruta do FBI Elias Harper (Rick Cosnett), quem tinha plantado a bomba sob instrução da mente terrorista por de trás da explosão. Tendo limpado o seu nome numa audiência congressional, ela foi reintegrada como agente do FBI e é designada para a delegação do FBI na Cidade Nova Iorque, específicamente na secção de operações, e depois eles esforçam-se para descobrir a verdadeira mente terrorista por de trás das explosões como as eleições presidenciais de 2016 estavam mais perto. Antes do dia da eleição, o terrorista mata a Natalie Vasquez e o Drew Perales para forçar a Alex a cumprir as sua ordens. No fim da primeira temporada, é revelado que Liam é o traidor, e com a Alex e o Ryan a mata-lo no último episódio. Depois das explosões, com a publicidade posterior e a morte de Simon Asher, ela é despedida do FBI. Dois meses depois das eleições presidenciais, ela é abordada  por Matthew Keyes (Henry Czerny), o Diretor da CIA, que dá a Alex uma oferta para entrar e trabalhar na organização.

### Trabalhando para CIA
Na segunda temporada, parece que a Alex foi demitida do FBI, e esta fazendo um trabalho de mesa como uma analista na CIA enquanto vive com a Shelby e continua a sua relação com o Ryan, que mais tarde torna-se seu noivo. Os flashbacks revelam que ela esta trabalhando infiltrada para o FBI como uma recruta da CIA. É lhe dada a missão de descobrir uma facção dentro da CIA chamada AIC. Na Quinta, ela junta-se com outros recrutas, incluindo Harry Doyle (Russell Tovey), Dayana Mampasi (Pearl Thusi), Sebastian Chen (David Lim), León Velez (Aarón Díaz), Leigh Davis (Heléne Yorke), e Jeremy Miller (David Call). Mais tarde Ryan junta-se a outros recrutas o que surpreende a Alex. Algum tempo depois dos seus recrutamento, ela encontra-se com Matthew Keyes e a Miranda Shaw. É revelado que ela foi recrutada pela CIA como parte de uma missão secreta para estabilizar qualquer ameaça dentro da agência. O Ryan também foi recrutado pela agência com a mesma missão. Owen Hall (Blair Underwood) é confirmado como o instrutor primário da CIA para o local de treino na Quinta, e revelado mais tarde que  Lydia Hall (Tracy Ifeachor) é a outra instrutora no local. Ela e os outros recrutas passaram por varias avaliações de treino para poderem tornar-se nos próximos oficiais de casos da CIA. Depois de ser expulsa da Quinta pela Lydia, ela volta ao seu trabalho como analista. Em adição ela quebra o seu compromisso com o Ryan algum tempo antes da crise de reféns em 2018 na reunião de cúpula do G-20 em Nova Iorque.

### Crise de reféns
Durante a crise de reféns de 2018 na reunião de cúpula dos G-20 em Nova Iorque, ela presencia a execução da Primeira Dama antes de se disfarçar como membro da Frente de Liberação Cidadã. Ela tenta reunir informações sobre o grupo terrorista e quem estava envolvido no planejamento da crise. Depois de escapar da zona do distrito financeiro, ela planeia expôr os conspiradores dentro do FBI e da CIA que estão conectados com a Frente de Liberação Cidadã bem como a AIC. É revelado mais tarde que a AIC é um grupo inteligente dentro da CIA por de trás de um sindicato secreto.

### Reintegrada
Duas semanas após o fim da crise de reféns, a Presidente Claire Haas (Marcia Cross) e o diretor da CIA Matthew Keyes criaram a Força Tarefa Conjunta e Secreta entre a CIA e o FBI. A Presidente Haas mencionou que à oito colaboradores dentro do organização secreta que está secretamente envolvido com a AIC. Como o resultado das ações da Lydia durante a crise de reféns, os colaboradores conseguiram acesso a informações classificadas dos EUA. Estas informações eram vitais para a sua meta, o controle de certas áreas dentro do governo. Como resposta, a força tarefa é criada para descobrir a conspiração e expôr o envolvimento dos colaboradores no planejamento da crise de reféns. A Alex é escalada como membro  da força tarefa assim como o Ryan Booth, a Nimah Amin, a Shelby Wyatt, e a Dayana Mampasi. O líder do grupo é o Clayton "Clay" Haas (Hunter Parrish), um político consultivo estrategista renomado. Depois da criação da força tarefa, a Alex é  reintegrada como agente do FBI.
Os membros da força tarefa realizaram missões para descobrir a identidades dos colaboradores. Eles não conseguíram impedir-los de concretizar os seus planos depois da mídia reportar as atividades não aprovadas da força tarefa. Seguindo os anúncios publicados pela mídia sobre a força tarefa, o Presidente da Câmara dos Representantes dos Estados Unidos, Henry Roarke (Dennis Boutsikaris) viu isso como oportunidade de criticar a presidência da Claire e chama-la para a sua destituição do cargo. Depois disso, a Presidente Haas renúncia a sua presidência e como resultado houve um escândalo, foi revelado que o Roarke vai sucede-la como o novo presidente dos Estados Unidos. Pouco tempo depois da sua inauguração, ele solicita uma nova Convenção  Constitucional em ordem para rescrever a Constituição dos Estados Unidos.
Poucos dias antes da Convenção Constitucional, a Alex e o resto da força tarefa tentam impedir Roarke de conseguir votos necessários para que a Convenção aconteça. Após os seus planos iniciais falharem, eles recorrem a uma última estratégia. Na convenção de Filadélfia, a Alex torna público informações sobre Roarke com a FSB e emails como evidências para a ACLU e outras organizações, antes da Miranda fingir sua morte por tentar matar a Alex na convenção. Roarke não estava disposto a encarar as autoridades por isso cometeu suicídio.

### Fugitiva
Devido a Alex ter cometido traição por tornar público informações classificadas dos EUA na Convenção Constitucional, ela é dada como fugitiva pelo estado. Sentando juntos num carro, Owen diz pra ela que isto é o que ela precisa para se esconder bem como evitar a sua captura pelas agencias de aplicação das leis domésticas e internacionais como resultado a Interpol emite um mandado de captura da Alex. Junto com Ryan, ela deixa o país num avião para uma destinação internacional desconhecida.

## Desenvolvimento

### Criação e Escolha no elenco
Joshua Safran tinha imaginado a Priyanka como uma das protagonistas de Quantico. Quando Safran estava a escrever a personagem, as suas dificuldades com não saber se um dos membros da família da personagem era um mentiroso ou um infiltrado numa agência governamental, ajudou o criador a construir a perceção que a Alex tinha sobre a sua família. Além disso, Joshua escreveu a sua experiência na luta da Alex para descobrir a verdade sobre o seu pai. Ele disse "Sempre tive dificuldades em me aperceber que nunca saberia a verdade,pois não existe tal coisa como saber a verdade ao lado de alguém que pode ou não estar a contar-nos a verdade. Essa dificuldade estruturou a personagem da Alex."
Priyanka Chopra ganhou o papel em fevereiro de 2015, que foi resultado de um acordo entre a mesma e a ABC Studios. O acordo exigiu que a estação televisiva estreasse ou lançasse Priyanka em uma série existente para a temporada de 2015 da ABC. Durante algum tempo, a organizadora do elenco, Keli Lee, tentou convencer Chopra a entrar na televisão americana, algo que Chopra tinha receio. Contudo, quando Priyanka Chopra considerou a possibilidade de estrelar na televisão americana, Keli Lee, mais tarde, ficou a saber que outro estúdio tentou contratá-la, o que levou Priyanka a dizer que "Não, não pode fazer este acordo em mais nenhum lugar. Você está vindo para aqui, e eu vou voltar para a Índia.". Lee decidiu ir à Índia e conseguiu fazer com que Priyanka aceitasse o acordo. Numa entrevista à Vanity Fair, a atriz revelou que a única condição para fazer uma serie, era que se encontrasse uma série que pusesse Chopra no mesmo patamar a que estava na Índia - "Programas de televisão e filmes já me tinham sido oferecidos antes deste (Quantico). Mas eu queria fazer parte de uma série que me colocasse no mesmo patamar que na Índia. Eu queria ter um papel importante, e não me iria contentar ou aceitar menos."

"Ela entrou na sala, e criou um ambiente que só as grandes estrelas conseguem criar. Eu estava muito confuso, porque não sabia quem ela era, mas esperei pelo resultado - Foi aí que nos apercebemos que ela era, claramente, uma estrela; É como se os seus pelos do pescoço se arrepiassem ao vê-la atuar. Quando fui para casa, não pensava em mais ninguém senão ela. Nem sequer pensava em que a Priyanka tinha de ter este papel, eu apenas pensava no facto de, com a sua atuação, ela me ter dado a mim uma nova visão da personagem."

Joshua Safran conhece pela primeira vez Priyanka Chopra.
Chopra viu o acordo como uma oportunidade de representar os sul-asiáticos e acabar com o preconceito de Hollywood e dos Estados Unidos em geral. Durante a exibição da série na TV, ela se tornou na primeira asiática do sul a ser uma personagem principal numa série dos E.U.A.. A mesma contou que, quando estava na escola, nunca viu alguém que se parecesse com ela, e ela achou isso estranho. Chopra também revelou que não queria ser um estereótipo dos Índios para provar que não falavam como o Apu de The Simpsons. Após assinar o contrato e ter recebido todos os scripts dos 26 pilotos que a ABC desenvolveu na época de 2015-2016, Priyanka escolheu Quantico.
Após Chopra entrar no elenco, a série teve alterações drásticas. Safran tinha inicialmente a intenção de fazer uma série sem personagem principal, mas com a receção de Chopra, a série foi totalmente reestruturada à volta dela, tornando-se Alex na personagem principal. A personagem Alex foi inicialmente escrita para ser branca, mas foi alterada para meia-indiana com uma experiência de 10 em Mumbai, na Índia. As mudanças na personagens foram tão grandes que o criador tornou Alex em alguém que era "cansada e preocupada" para "divertida e calorosa". Safran comentou - "A Priyanka entrou e representou, mas como uma personagem que tinha tudo sempre sobre controlo, e que era quente e vibrante. A partir desse momento, a Alex passou a ser o tipo de personagem com um grande humor e coração.".

### Caracterização
A série é contada do ponto de vista de Alex. A American Broadcasting Company (ABC), descreve-a como alguém "muito competitivo e naturalmente dotado", que pode ler as mentes das pessoas, o que faz com que ela não confie em ninguém e que as suas relações não tenham longa duração. No Television Critics Associations Summer Press Tour, em 2015, Chopra revelou que escolheu a série como o seu primeiro projeto de televisão, por causa da intelectualidade da personagem, comparando-a com "a versão feminina de Jason Bourne". Chopra decidiu retratar a personagem como alguém duro, mas também feminino, dizendo - "Ela é muito inteligente, mas também é vulnerável e suave.  Eu não queria fazer a Alex de alguém extremamente machista, porque queria celebrar a femininalidade. Você pode ser uma mulher dura e inteligente, mas isso não quer dizer que vá perder a sua femininalidade."

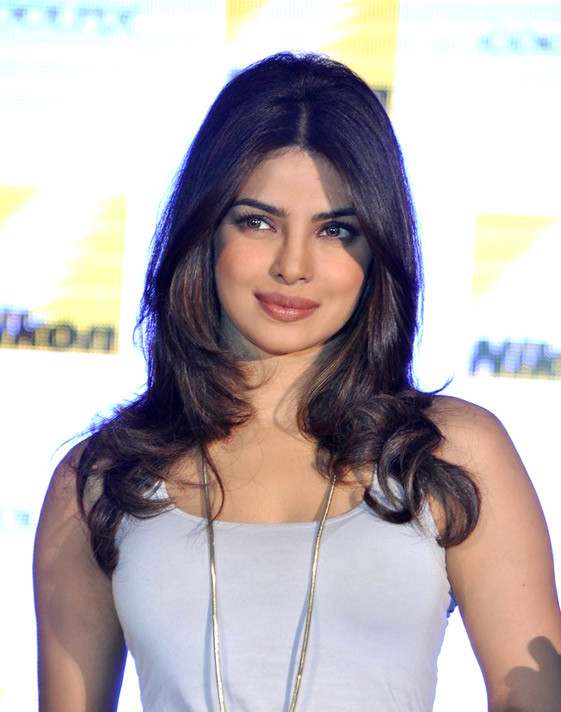
Alex foi inicialmente escrita como uma personagem branca e reescrita com Priyanka Chopra em mente.

O site Screen Rant escreveu sobre a personagem - "Ao invés de começar a série como uma potencial heroína, Alex inicia a série como uma potencial vilã. Contudo, a Alex continua uma heroína. Tudo o que se passa aseguir são tentativas de sobrevivência e de estar sempre uma passo à frente dos que querem prejudicá-la. De facto, a narrativa de Alex é uma em que ela é 'afogada' em aventura e atirada de cabeça para o caos." A personagem é, também, alguém opinativa e extrovertida. Chopra comentou - "A Alex é alguém com muitos pontos de vista e é uma mulher com opiniões e não tem medo de ser quem é. A mulher moderna é diferente e Alex é definitivamente ousada e expressiva, e ela identifica-se com o ser humano de hoje, não com uma mulher nem com um homem. Ela é poderosa e confiante."
Alex foi retratada como alguém sem medo de demonstrar a sua sexualidade e como um ser humano defeituoso que toma conta da sua própria vida. Priyanka contou à Cosmopolitan: :"É encorajador dessa maneira, que não diz que a liberdade sexual é do que o a capacitação, necessariamente, precisa. É extremamente individual para cada um de nós. A personagem trata os homens como algo descartável, semelhante à maneira que os homens tratam as mulheres. Ela não os trata como algo muito importante na sua vida, porque ela é muito empenhada no seu trabalho, e os homens vão e voltam na sua vida. Chopra explicou - "Eu acho que é muito empolgante no seu fim. Não é algo com que eu concordo ou realmente faça, mas eu penso que cada pessoa tem escolhas diferentes e não podemos impedir que elas as façam." As amizades de Alex com os seus colegas de treino, formam a personagem, bem como a série, especialmente com a sua melhor amiga e colega de quarto Shelby Wyatt. Johanna Braddy, que interpretá a Shelby, disse para TV Guide: A amizade da Shelby com a Alex é uma grande parte de Quantico . Safran disse para Entertainment Weekly: "A ideia da amizade das duas vem da semelhança entre as personagens". Ele disse - "Então, para Alex e Shelby, sabe, como colegas de quarto e como amigas, nós simplesmente gostamos muito da ideia destas duas pessoas de duas partes diferentes do mundo, todas estas coisas que não se relacionam, mas ambas, no fundo, são duas humanas bastante motivadas, bem-sucedidas, inteligentes e bondosas que se encontram." Um dos outros personagens com o qual Alex é bem próxima, além de Shelby, é Simon, que é morto no fim da temporada. Ao falar sobre o fato de perder um amigo e as repercussões na segunda temporada, Chopra explicou: "Ela foi extremamente afetada [mas] não acredita em partilhar suas emoções ou em se abrir com alguém."
À medida que o programa avança, o romance entre Alex e Ryan se transforma num relacionamento. Quando Alex confessa que seu único motivo para entrar na Academia era descobrir a verdade sobre seu pai e estava prestes a sair, Ryan faz ela perceber que estava destinada a se tornar uma agente. A relação inconstante entre Alex e Ryan foi descrita por Chopra como "destinada ao insucesso". Ela disse que "Alex e Ryan eram amores não-correspondidos, ou seja, amavam-se um ao outro, embora a sua relação estivesse condenada ao insucesso. Eles amam-se, discutem, mas, mesmo assim, têm uma conexão intensa. Alex também é um pouco auto-destrutiva: ela é uma pessoa solitária e não é vulnerável o suficiente, enquanto que Ryan é bastante. Ela é um pouco bruta quanto aos limites, porque com o que aconteceu no passado, fá-la ter problemas em confiar nas outras pessoas. Isso leva, logo, a problemas na relação deles." Os fãs apelidaram a relação entre Alex e Ryan de "Ralex".
Quando perguntada sobre a possibilidade de ter de escolher entre Ryan ou salvar o mundo, Chopra disse: "Estou bem convencida de que ela escolheria salvar o mundo, porque ela é esse tipo de pessoa."

## Recepção
A personagem "Alex Parrish" recebu críticas positivas e Chopra foi imediatamente parabenizada pelo retrato excelente da personagem. Sonia Saraiya descreve a personagem como fixe, carismática e complexa, além de referir que é a heroína Indio-americana por quem muito tem esperado.  James Poniewozik, do The New York Times, descreveu Chopra como "a representação do ser humano mais forte" do programa, acrescentando que "ela é muito carismática e mandona." O Buddy TV elogiou a caracterização de Alex, chamando-a de "corajosa e atrevida", escrevendo - "Ela é audaz o suficiente para ter relações sexuais com um homem que acabou de conheceu num avião, e atrevida o suficiente de chamá-lo à frente de todos quando ele finge que a acabou de conhecer."- ; O The A.V. Club escreveu: "Chopra é aquele tipo de artista que te reduz à linguagem de um agente da velha Hollywood. Ela tem esse poder. Ela brilha na tela. A Priyanka não é apenas maravilhosa, como também é naturalmente carismática." Um artigo publicado pelo SheKnowsMedia observou que, apesar da série ter personagens fascinantes, "a Alex destaca-se."

"A Alex Parrish tem feito parte de uma jornada de heróis não convencionais. Ela tem a narrativa típica em base, mas reordena os passos. Apesar do facto da sua jornada não ser perfeitamente paralela à dos heróis-tipo, a Alex acredita constantemente nos outros e luta para garantir a justiça. Ela é altruísta, generosa e extremamente protetora dos seus ente-queridos. Ela é vulnerável e não tem medo de expressar as suas emoções."

Análise da personagem pelo site Screen Rant.
Rob Lowman do Los Angeles Daily News ficou impressionado com a performance da Chopra, e a chamou "carismática" e escreveu, "Eu fiquei imediatamente impressionado pela dinâmica da sua presença no ecrã. Chopra é alguem que vale a pena mantermos o olho." A Emily Canal do Forbes chamou Quantico "Uma das Séries mais Feminista" da temporada, elogiando as suas personagens femininas e escreveu, "Quantico não só dá destaque a algumas mulheres de diversas culturas, como também dá-lhes mais do que somente parceiros amorosos para aumentar o enredo. Elas são vigorosas, tem histórias que impulsionam suas narrativas e falas que não se esquivam dos padrões e das dificuldades que mulheres enfrentam na vida real."
Ela também apontou o facto de que Alex assume o controle da sua sexualidade e decisões, dizendo que "o que foi estabelecido como uma situação desconfortável na qual Booth estava no controle, transformou-se numa situação que deu o controle a Parish." Tim Grierson, escrevendo ao TheWrap, disse: "Chopra tem atitude e uma centelha sexual que dão a Alex a capacidade de uma formidável potencial agente do FBI, cuja mente e beleza são, igualmente, impressionantes."
Em 2015 a BuddyTV posicionou a Alex Parrish como número um na lista das "12 Personagens Explosivas na Temporada de TV de 2015", escrevendo, "Chopra brilha no seu papel principal. a Alex é uma heroína ao lado de outras personagens femininas da ABC como Meredith Grey, Annalise Keating, e Olivia Pope." E declarou que a interpretação de Chopra como Alex Parrish nomeou-a como a "Mulher Mais Sexy na Televisão em 2015." Em 2015 a Entertainment Weekly decretou que a Alex é a número um na lista das "Mulheres que Chutam Traseiros nos Filmes e na TV". A TV Insider nomeou a Alex como uma das "Mulheres Excelentes numa Série de Televisão em Horário Nobre". Em 2016 o Screen Rant alistou-a na sétima posição na lista das "12 Personagens Femininas da TV a Redefinir a Jornada Heróica". No mesmo ano, a revista InStyle posicionou a Alex como a número um na lista das "16 Personagens Femininas da TV mais Inspiradoras" e a BuddTV nomeou-a a número um das dez "Personagens Femininas da TV mais Sexy".
A Priyanka recebeu também um grande número de prémios pela sua performance ao interpretar a Alex. Nos Prémios People's Choice de 2016, ela recebeu o People's Choice Award para Atriz Favorita numa Nova Serie de TV pelo seu papel em Quantico, tornando-se assim na primeira atriz Sul-Asiática a receber um People's Choice Award. Ela tambem foi nomeada para o Prémio Teen Choice para Choice: TV Breakout Star nos Prémios Teen Choice de 2016. Ela recebeu o segundo People's Choice Award na cerimonia de 2017, desta vez recebeu o prémio de Atriz Favorita numa Série de Drama.